# Bradshaw, West Virginia
Bradshaw är en ort i McDowell County i delstaten West Virginia, USA.